# Anne de Bohême (1366-1394)
Pour les articles homonymes, voir Anne de Bohême.
Anne de Bohême, née le 11 mai 1366 à Prague et morte le 7 juin 1394 à Richmond, est une des filles de Charles IV, empereur du Saint-Empire romain germanique, et d'Élisabeth de Poméranie. Elle est reine d'Angleterre par son mariage avec le roi Richard II. Anne est promise dès la mort de son père en 1378 au roi d'Angleterre, mais la perspective d'une alliance avec le Saint-Empire romain germanique qui ne fournit pas de véritables avantages et la nécessité pour Richard II d'acquitter une somme importante d'argent pour obtenir la main d'une princesse de Bohême qui n'apporte même pas de dot rendent le mariage extrêmement impopulaire en Angleterre.
Si elle est initialement accueillie avec scepticisme par la population anglaise en 1382, Anne de Bohême parvient à gagner l'affection de son pays d'adoption, grâce à ses multiples intercessions auprès de son époux afin qu'il use de clémence. La reine apporte en outre en Angleterre la mode de Bohême et contribue à la diffusion à la cour de Richard II d'un cérémonial jusque-là inexistant. Bien qu'elle ne donne aucun enfant à son époux, elle est sincèrement pleurée par ce dernier à sa mort prématurée de la peste en 1394, ainsi que par le peuple et les chroniqueurs qui lui étaient auparavant hostiles et qui ont finalement pris l'habitude de la surnommer la « Bonne reine Anne ».

## Biographie

### Enfance et projet de mariage
Née le 11 mai 1366 à Prague, en Bohême, Anne est la fille aînée de Charles IV, empereur du Saint-Empire romain germanique, et de sa quatrième épouse, Élisabeth de Poméranie. Sept autres enfants sont issus de ce mariage, dont Sigismond, futur empereur, et Marguerite, qui épousera ultérieurement Jean III de Nuremberg. Pendant son enfance, Anne est principalement élevée au Palais de Hradschin sous la protection de son demi-frère Venceslas IV de Bohême, qui la garde auprès de lui après la mort de leur père Charles IV le 29 novembre 1378. À la suite de l'éclatement du Grand schisme d'Occident la même année, Venceslas envisage de faire épouser à sa demi-sœur le roi Richard II d'Angleterre. Le pape de Rome Urbain VI encourage fortement ce mariage afin de créer une alliance entre l'Angleterre et le Saint-Empire contre la France, qui soutient son rival Clément VII, installé en Avignon. Richard II se laisse finalement convaincre de la nécessité de l'alliance impériale dans le contexte de la guerre de Cent Ans.
Conduites sous l'égide d'Urbain VI, les négociations sont entamées en juin 1380, lorsque les émissaires anglais envoyés auprès de Barnabé Visconti, seigneur de Milan, pour discuter d'un possible mariage entre sa fille Catherine et Richard II sont redirigés vers la cour de Venceslas IV de Bohême. Ce dernier envoie en janvier 1381 ses ambassadeurs à la cour de Richard II pour discuter des modalités du mariage. Le mariage anglo-impérial est toutefois franchement impopulaire en Angleterre, en particulier auprès de la noblesse et des membres du Parlement. En effet, Michael de la Pole, ami et favori de Richard II, a préféré sacrifier l'alliance milanaise, qui aurait pourtant apporté une dot importante à Catherine Visconti, au profit d'une alliance avec le Saint-Empire, qui n'apporte quant à elle aucune dot et dont le seul avantage est la possibilité pour les marchands anglais de commercer en Bohême librement. Richard II doit même acquitter à Venceslas la somme de 20 000 florins afin d'obtenir la main de sa demi-sœur.

### Mariage et couronnement

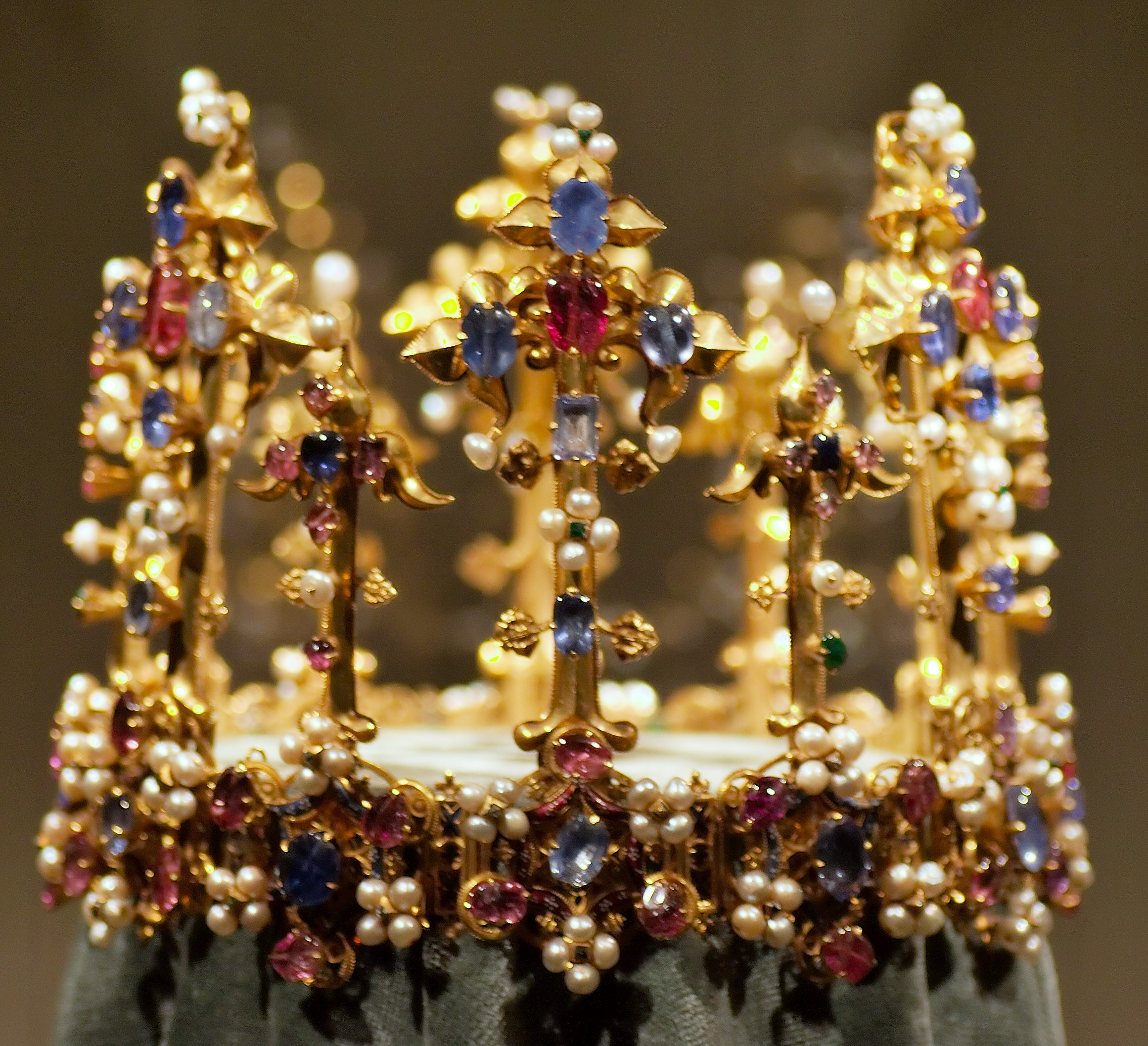
La couronne de la princesse Blanche, peut-être fabriquée pour Anne de Bohême à l'occasion de ses noces avec Richard II.

Le 2 mai 1381, le contrat de mariage est enfin approuvé par les deux parties, précipitant ainsi les préparatifs du départ d'Anne de Bohême. Cette dernière quitte son demi-frère Venceslas en septembre 1381 et se rend quelque temps à la cour de son oncle Venceslas Ier de Luxembourg, dont l'épouse Jeanne de Brabant lui apprend l'étiquette de la cour d'Angleterre. Anne est ensuite reçue à Bruges par Louis II de Flandre, puis rencontre à Gravelines les émissaires anglais Édouard Courtenay, comte de Devon, et William Montagu, comte de Salisbury, avec lesquels elle traverse la Manche le 18 décembre suivant. À son arrivée à Douvres, Anne est sévèrement critiquée par les chroniqueurs anglais, probablement à cause des arrangements financiers pour son mariage. La Chronique de Westminster l'appelle ainsi « le petit lambeau d'humanité », tandis que Thomas Walsingham voit comme un mauvais augure le fait que les bateaux qui l'amènent s'effondrent en morceaux juste après qu'elle a débarqué.
Anne de Bohême est reçue à Canterbury par Jean de Gand, duc de Lancastre, et réside quelque temps au château de Leeds avant d'arriver à Londres à la mi-janvier 1382. Son entourage s'attire l'inimitié du peuple londonien, en particulier lorsque Richard II accorde à Przemysław Ier Noszak, duc de Teschen, une pension de 500 livres. Le mécontentement populaire face à ces dépenses exorbitantes résulte sans doute de la révolte des paysans qui a été matée dans le sang l'année précédente par Richard II. Le mariage d'Anne et de Richard est célébré en l'abbaye de Westminster par Robert Braybrooke, évêque de Londres, le 20 janvier 1382, suivi du couronnement de la nouvelle reine par William Courtenay, archevêque de Cantorbéry, deux jours plus tard. Dans les jours qui suivent, plusieurs tournois sont organisés pour célébrer les noces royales. Le couple royal part ensuite visiter le royaume afin que le roi présente sa nouvelle épouse à ses sujets et visite sur son trajet plusieurs des plus importantes abbayes d'Angleterre.

### Reine d'Angleterre
Au moment de son mariage avec Anne de Bohême, Richard II importe du pays natal de son épouse une culture de cour particulière et plus poussée que celle existant jusqu'alors en Angleterre, qui se caractérise notamment par un haut respect de la dignité royale et une profusion de somptuosité. Ainsi, il exige d'être appelé « Your Royal Majesty » ou « Your High Majesty », au lieu du simple « Your Highness » employé auparavant. Toujours en vue de consolider son autorité, Richard tente de cultiver son image et introduit de rares exemples de l'art gothique, qui se développe particulièrement à Prague. C'est ainsi que le célèbre Diptyque de Wilton, probablement réalisé après la mort d'Anne en raison de l'absence de toute référence qui lui est faite, se rapproche d'œuvres réalisées à Prague pour son père Charles IV du Saint-Empire et son frère Venceslas IV de Bohême. Par ailleurs, on attribue à Anne de Bohême l'introduction du savoir-faire bohémien dans le domaine de l'illustration de manuscrits, comme en témoigne le Liber Regalis, réalisé peu après son couronnement, vers 1383. Enfin, la couronne de la princesse Blanche, décrite comme « un des plus fins accomplissements de l'orfèvrerie gothique », aurait été conçue pour Anne de Bohême à l'occasion de son mariage, avant d'être inventoriée à la Tour de Londres en 1399 et remise à Blanche d'Angleterre, fille du roi Henri IV, avant son mariage avec le futur Louis III du Palatinat en 1402. 
Au cours de son règne, Anne de Bohême introduit la conduite en amazone, jugée plus pratique pour les dames au Moyen Âge. Elle influence également la conception des charrettes en Angleterre lorsqu'elle arrive à Londres dans un carrosse, probablement conçu à Kocs, en Hongrie, pour y rencontrer son futur époux. D'ailleurs, le nom de la ville hongroise aurait donné naissance au mot anglais coach, qui désigne un carrosse. Enfin, elle importe la coiffe à cornes typique de la Bohême, qui devient à la mode pour les dames anglaises à la fin du XIVe siècle. En matière de religion, on pense que plusieurs des nobles bohémiens qui accompagnent Anne dans sa suite au moment de la célébration de ses noces intègrent les universités d'Oxford et de Cambridge et contribuent aussi à la diffusion des idées du théologien John Wyclif en Bohême lors de leur retour, ce qui influencera le mouvement hussite au début du XVe siècle. Le patronage artistique d'Anne de Bohême fait écho à la culture que Richard II fait de son image : ainsi, elle est décrite dans le poème La Légende des femmes vertueuses de Geoffrey Chaucer, qui commence par la description du poète endormi dans un jardin, rêvant du Dieu de l'Amour et d'une reine, Alceste, qui lui reproche son œuvre précédente, Troïlus et Criseyde, affirme que Troïlus est injuste envers les femmes et l'amour en raison de son inconstance et lui commande d'écrire une histoire de femmes fidèles qui sera offerte à la vraie reine.

### Mort et funérailles

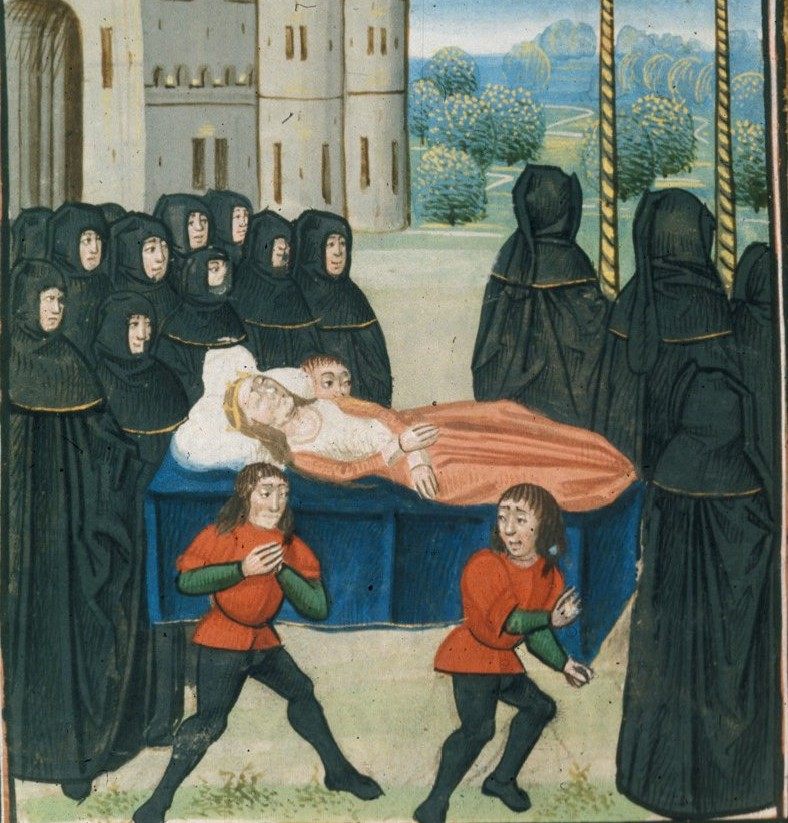
Les funérailles d'Anne de Bohême. Miniature tirée des Chroniques de Jean Froissart, vers 1470-1472.

Après douze ans de mariage, Anne de Bohême meurt le 7 juin 1394 d'une épidémie de peste au Palais de Sheen, situé à Richmond, près de Londres. Sa disparition afflige profondément Richard II, qui ordonne la destruction du lieu de décès de sa défunte épouse et jure que pendant un an, il n'entrera dans aucun bâtiment où il s'est rendu avec elle. Les funérailles d'Anne de Bohême sont retardées de deux mois pendant que Richard II organise son deuil de manière grandiose, en commandant une centaine de torches en cire en provenance de Flandre. Le 3 août 1394, le corps de la défunte reine est transporté du Palais de Sheen jusqu'à la cathédrale Saint-Paul de Londres, puis à l'abbaye de Westminster. Déterminé à ce que l'inhumation de son épouse soit faite en présence de toute la cour, Richard a convoqué en avance les magnats du royaume à Londres pour le 29 juillet, mais son rival Richard FitzAlan, comte d'Arundel, se présente en retard à la cérémonie. Le roi d'Angleterre saisit alors cette occasion pour le frapper en public avec une canne, ce qui fait chuter le comte en sang à terre.
Anne de Bohême est inhumée en l'abbaye de Westminster, où le corps de son époux la rejoint en 1413, sur ordre du roi Henri V. En 1395, Richard II ordonne la construction d'une tombe élaborée pour lui et son épouse. Cette commande est en soi une innovation, car il s'agit de la toute première fois qu'une tombe double est commandée pour une sépulture royale en Angleterre. Le contrat pour la construction de la base en marbre de Purbeck de la tombe est négocié auprès de deux maçons londoniens, Henry Yevele et Stephen Lote, tandis que celui pour les gisants du couple royal est discuté avec les dinandiers Nicholas Broker et Godfrey Prest. Ce dernier contrat stipule que les gisants doivent être faits en cuivre doré et en lattes, et reposer sous des auvents. En ce qui concerne l'apparence du couple royal, Richard II exige que lui et son épouse soient couronnés, leurs mains droites jointes et leurs mains gauches tenant des sceptres. Les deux commandes sont probablement achevées en avril 1399, date à laquelle les paiements sont réalisés. De nos jours, leur tombe commune est endommagée et les mains des gisants sont ébréchées, tandis qu'une ouverture faite en 1871 a démontré que plusieurs os d'Anne de Bohême ont été volés par un trou percé dans son cercueil.

## Héritage

### Évaluation
Bien qu'Anne de Bohême ne soit à l'origine pas très appréciée par les chroniqueurs anglais, certains indices montrent qu'elle devient plus populaire avec le temps. Ses sempiternelles tentatives pour intercéder auprès de son époux en faveur du peuple anglais lui valent beaucoup d'estime, même si l'intercession d'une reine d'Angleterre au nom de ses sujets est alors courante au XIVe siècle, comme en témoigne celle de Philippa de Hainaut auprès de son époux Édouard III en 1347 au nom des bourgeois de Calais. Ainsi, sa première intercession survient peu après son mariage, lorsqu'elle obtient de son époux la grâce pour certains participants à la révolte des paysans de 1381. Son action s'étend également aux malfaiteurs : elle requiert en 1389 la grâce d'un homme accusé du meurtre de Guillaume de Cantiloupe. Mais certaines de ses intercessions sont beaucoup plus significatives, comme en février 1384, lorsqu'elle sauve la vie de John Northampton, ancien lord-maire de Londres, dont la peine de mort est commuée en emprisonnement à vie, ou en août 1392, lorsqu'elle accomplit son acte politique le plus crucial, en réconciliant Richard II et la ville de Londres. Mais son influence n'est pas infaillible, comme lors de sa supplique en faveur de Simon de Burley auprès des Lords Appellant en mai 1388, que le comte d'Arundel rejette du revers de la main, une décision que Richard II ne pardonnera jamais à ce dernier.
Malgré son implication en faveur de la paix dans le royaume, Anne de Bohême ne remplit pas certains devoirs traditionnels attendus de la part d'une reine, en particulier celui d'assurer la succession au trône. Son incapacité à avoir des enfants, malgré douze années de mariage, est peut-être soulignée dans son épitaphe, dans laquelle il est mentionné qu'elle a toujours fait preuve de tendresse envers les femmes enceintes. Un chroniqueur originaire d'Evesham déclare même au sujet d'Anne de Bohême : « cette reine, bien qu'elle n'ait pas eu d'enfants, était toujours considérée comme ayant contribué à la gloire et à la richesse du royaume, dans la mesure de ses possibilités. Les gens nobles et ordinaires ont beaucoup souffert à sa mort ». Étonnamment, les chroniques contemporaines ne font pas reproche à la « Bonne reine Anne » de sa stérilité, malgré les problèmes dynastiques que peut provoquer une absence d'héritier. De même, Richard II ne lui en tient pas rigueur et demeure sincèrement épris de son épouse. Un chroniqueur anglais relate ainsi leur relation : « au fil des ans, le roi s'est montré vraiment dévoué à sa nouvelle épouse ». D'ailleurs, les historiens modernes pensent que les conseils donnés par Anne à Richard ont eu un effet modérateur sur son époux, suggérant que sa tyrannie à l'encontre de la noblesse à compter de 1397, qui aboutira deux ans plus tard à sa déposition, n'aurait jamais eu lieu du vivant d'Anne.

### Postérité artistique

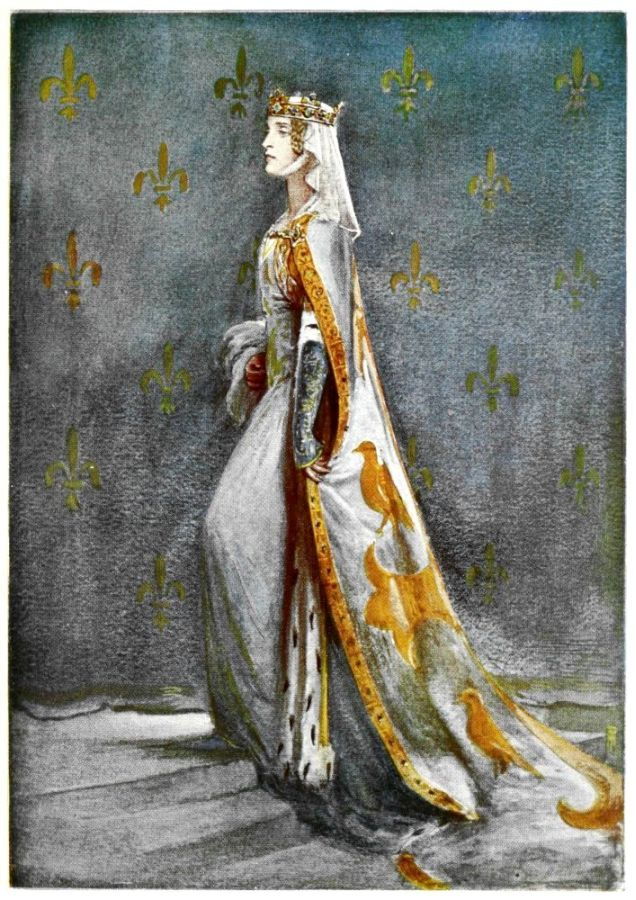
Représentation d'Anne de Bohême datant de 1906, au moment où elle commence à susciter l'intérêt dramatique. Dessin de Percy Anderson.

Dans la pièce Richard II de William Shakespeare, écrite vers 1595, l'épouse de Richard II apparaît en étant simplement désignée comme « la Reine ». Ce personnage synthétise à la fois celui d'Anne de Bohême et celui d'Isabelle de France, la seconde épouse de Richard à compter de 1396 : en effet, la reine est décrite dans la pièce comme une adulte, mais elle est aussi originaire de France. Ses interventions dans la pièce sont limitées, mais la plus mémorable est celle de la scène 1 de l'acte V, lorsque Richard II et son épouse se séparent avec déchirement après qu'il a été annoncé que le roi déchu sera enfermé au château de Pomfret, tandis que la reine sera reconduite en France, sa terre natale. Dans la pièce Richard de Bordeaux de Gordon Daviot, écrite en 1932, le règne de Richard II est décrit de manière romantique et sa relation avec Anne de Bohême est mise au premier plan. La pièce est un succès dès 1933 et est jouée pendant un an dans le West End, permettant à son metteur en scène et acteur principal John Gielgud d'acquérir sa renommée internationale. 
D'autres œuvres littéraires font figurer Anne de Bohême : Within the Hollow Crown de Margaret Campbell Barnes, roman paru en 1941 ; Passage to Pontefract de Jean Plaidy, roman paru en 1981 ; Two Planks and a Passion d'Anthony Minghella, pièce écrite en 1983, qui la présente accompagnant Richard II et Robert de Vere, duc d'Irlande, à un mystère organisé à York à l'occasion de la Fête-Dieu ; Frost on the Rose de Maureen Peters, roman paru en 1982, dans lequel apparaît également Isabelle de France, la seconde épouse de Richard ; The Last Days of Magic de Mark Tompkins, roman paru en 2016. Le rôle d'Anne est apparu trois fois à l'écran : en 1938, dans une première adaptation télévisée de la pièce Richard de Bordeaux, où elle est incarnée par Gwen Ffrangcon-Davies ; en 1947, dans une seconde adaptation télévisée de la pièce Richard de Bordeaux, où elle est incarnée par Joyce Heron (en) ; en 2012, dans l'adaptation cinématographique de la pièce Richard II par Rupert Goold, où son rôle est tenu par Clémence Poésy. Il n'existe aucune copie des deux premières adaptations.